# دمیتری گالیامین
دمیتری گالیامین (روسی: Дмитрий Александрович Галямин؛ زادهٔ ۸ ژانویهٔ ۱۹۶۳) بازیکن سابق و مربی فوتبال اهل روسیه است.
از باشگاه‌هایی که در آن بازی کرده‌است می‌توان به باشگاه فوتبال زسکا مسکو و باشگاه فوتبال اسپانیول اشاره کرد.
وی همچنین در تیم‌های ملی فوتبال شوروی، کشورهای مشترک‌المنافع، و روسیه بازی کرده‌است.